# Tempio romano di Cordova

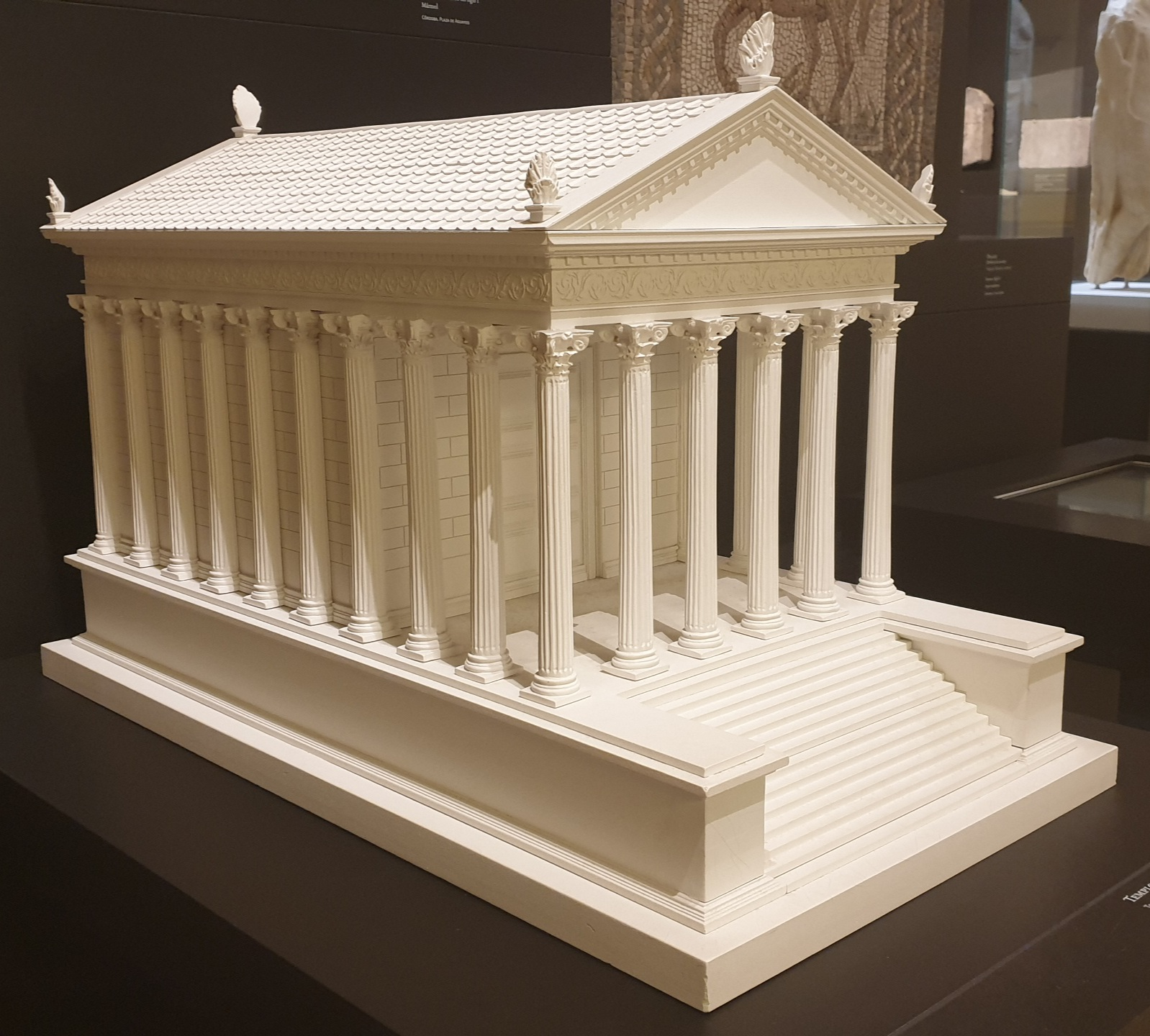
Ricostruzione del tempio

Il tempio romano di Cordova si trova nella città andalusa di Cordova e fu scoperto negli anni '50 durante l'ampliamento del municipio.
Si tratta di un  tempio romano pseudoperiptero esastilo di ordine corinzio di 32 metri di lunghezza e 16 di larghezza e la sua costruzione iniziò durante il regno dell'imperatore Claudio (41-54 d.C.) e terminò circa quarant'anni dopo, durante il regno di Domiziano (81-96 d.C.). Presumibilmente era dedicato al culto imperiale e nel II secolo subì alcune modifiche che coincidono con il trasferimento del foro coloniale.
Il tempio era situato su un podio ed era composto da sei colonne sulla facciata anteriore e dieci colonne su ciascun lato, ma attualmente restano solo le fondamenta, le scale, l'altare e alcuni fusti di colonne e capitelli mentre altri resti sono stati portati al Museo Archeologico ed Etnologico di Cordova.
Il materiale utilizzato era quasi esclusivamente marmo e la qualità del materiale e le dimensioni dello stesso ci dicono che la sua costruzione fu eseguita da abili artigiani, ponendo il risultato al livello dei più bei palazzi dell'impero.